# 339223 Stongemorin
339223 Stongemorin è un asteroide della fascia principale. Scoperto nel 2004, presenta un'orbita caratterizzata da un semiasse maggiore pari a 2,5434602 UA e da un'eccentricità di 0,2693731, inclinata di 4,02272° rispetto all'eclittica.